# Adam Heilmann
Johann Adam Heilmann (* 5. April 1860 in Hohenzell; † 18. November 1930 in Groß Schneen) war ein deutscher reformierter Theologe. Er hatte einen wichtigen Anteil an der Gründung des reformierten Lehrstuhls an der Georg-August-Universität Göttingen.

## Leben

### Studium
Heilmann studierte in Marburg und Erlangen Theologie. Dort trat er den örtlichen Wingolfsverbindungen bei, 1879 dem Marburger Wingolf und 1881 dem Erlanger Wingolf. Seit seiner Studienzeit war er stark von der englischen Erweckungsbewegung beeinflusst. Seit 1884 war mit dem reformierten Professor August Ebrard befreundet. Heilmann und Ebrard verband der Wunsch, einen Lehrstuhl für reformierte Theologie in Göttingen zu errichten.

### Pastor in Göttingen
Heilmann war von 1884 bis 1887 Gemeindepfarrer in der von Waldensern gegründeten Siedlung Waldensberg in Hessen und anschließend in Spanbeck im Herrschaftsgebiet der Burg Plesse bei Göttingen. 1891 wurde er Pfarrer der reformierten Gemeinde in Göttingen. Die Ausrichtung der Gemeindearbeit auf neupietistischer Grundlage verschaffte der Gemeinde erheblichen Aufschwung. Ab 1893 unterstützte er als Alter Herr auch den Göttinger Wingolf. Während seiner Zeit als Gemeindepfarrer gründete er eine Göttinger Gemeindepflege mit 18 Pflegebezirken. Über ein Jahrzehnt verhandelte Heilmann zudem über Errichtung und Finanzierung einer Professur für reformierte Theologie in Göttingen. Er selbst konnte diese 1921 aus gesundheitlichen Gründen nicht mehr antreten. An seiner Stelle kam der noch unbekannte Schweizer Karl Barth nach Göttingen.

### Funktionen im Reformierten Bund
Von 1907 bis 1920 war Heilmann Moderator der Niedersächsischen Konföderation im Reformierten Bund, von 1884 bis 1919 Vorstandsmitglied und von 1913 bis 1925 Stellvertretender Moderator im Reformierten Bund unter Heinrich Calaminus und August Lang.

## Schriften (Auswahl)
- Geschichte der waldensischen Kolonie Waldensberg (= Geschichtsblätter des Deutschen Hugenotten-Vereins Bd. 12, Heft 4/6). Heinrichshofen, Magdeburg 1903.
- Urkundenheft zu der Geschichte der waldensischen Kolonie Waldensberg (= Geschichtsblätter des Deutschen Hugenotten-Vereins Bd. 12, Heft 9.10). Heinrichshofen, Magdeburg 1905.
- Der Heidelberger Katechismus für den Schul- und Konfirmandenunterricht. Vandenhoeck & Ruprecht, Göttingen 1905.
- Eine Kirchenordnung nach reformierten Grundsätzen. Vandenhoeck & Ruprecht, Göttingen 1920.
- Ein Rückblick Pastor Adam Heilmanns auf seine Amtszeit. In: Göttinger Jahrbuch 21 (1973), S. 263–306.